# Departamentul Zadie
Departamentul Zadie este un departament din provincia Ogooué-Ivindo  din Gabon. Reședința sa este orașul Mekambo.